# Harold Wilson (remero)
Harold Wilson (Washington Boro, 15 de enero de 1903-Beach Haven, 2 de mayo de 1981) fue un deportista estadounidense que compitió en remo. Participó en los Juegos Olímpicos de París 1924, obteniendo una medalla de bronce en la prueba de dos con timonel.

## Palmarés internacional
| Juegos Olímpicos | Juegos Olímpicos | Juegos Olímpicos  | Juegos Olímpicos |
| Año              | Lugar            | Medalla           | Prueba           |
| ---------------- | ---------------- | ----------------- | ---------------- |
| 1924             | París (Francia)  | Medalla de bronce | Dos con timonel  |